# Jack Reynolds (Fußballspieler, 1881)
John „Jack“ Reynolds (* 23. September 1881 in Manchester; † 8. November 1962 in Amsterdam, Niederlande) war ein englischer Fußballspieler und Fußballtrainer.
Bekanntheit erlangte Reynolds vor allem als Trainer des niederländischen Vereins Ajax Amsterdam, ein Amt, welches er mit Unterbrechungen 27 Jahre lang innehatte.

## Leben

### Spielerkarriere (1902–1914)
Der 1881 in Manchester geborene Jack Reynolds galt als relativ  mittelmäßig talentierter Fußballspieler. In seiner zwölf Jahre währenden Laufbahn stand er bei sieben Vereinen unter Vertrag, ohne einen größeren Erfolg zu erzielen. In der Ersten Division spielte er 1905–07 nur zwei Partien für The Wednesday.  In der Second Division war er 1903/04 für Burton United und 1904/05 mit Grimsby Town aktiv. Mit New Bromnpton und Watford spielte er in der zweiten  Division der Southern Football League, mit Rochdale im Amateurbereich.

### FC St. Gallen (1912–1914)
Seine Laufbahn als Fußballtrainer begann Reynolds 1912 beim Schweizer FC St. Gallen. Er spielte mit St. Gallen in der östlichen Gruppe der Serie A, der in drei Gruppen unterteilten damaligen höchsten Spielklasse der Schweiz. In dieser Gruppe gewann St. Gallen mit Reynolds als Trainer in den Spielzeiten 1913 und 1914 jeweils die Vizemeisterschaft hinter dem FC Aarau; 1912 war der dritte Platz erreicht worden.
1914 verließ Reynolds den Verein in der Absicht, um die deutsche Nationalmannschaft auf die Olympischen Spiele von 1916 vorzubereiten, was jedoch vom Ersten Weltkrieg verhindert wurde. Stattdessen ging er in die Niederlande.

### Ajax Amsterdam (1915–1947)
Im Jahr 1915 begann Reynolds seine Zeit bei Ajax Amsterdam, die – mit Unterbrechungen; unter anderem war er von 1925 bis 1928 beim Lokalrivalen Blauw Wit – die folgenden 32 Jahre dauern sollte. Reynold verdoppelte die Anzahl der Trainingseinheiten von ein auf zwei Abende pro Woche und legte besonders hohen Wert auf Kraft und Ausdauer. Auch die Jugendarbeit war eines seiner Anliegen. Mit Ajax gewann er zwischen 1918 und 1947 acht Mal die niederländische Meisterschaft und 1917 den Pokal.
Im Juni 1919 betreute er auch die niederländische Nationalmannschaft und führte sie zu einem 3:1-Sieg gegen Schweden.
Während des Zweiten Weltkriegs wurde er von den Deutschen in Schlesien interniert.

### Lebensabend (1947–1962)
Nachdem Reynolds seine Trainerkarriere 1947 beendet hatte, setzte er sich zur Ruhe und lebte weiterhin in Amsterdam, wo er auch lange Zeit einen Tabakladen unterhielt. Er starb 1962 im Alter von 81 Jahren.

## Erfolge
Als Trainer
- Niederländische Meisterschaft: 8 × (1918, 1919, 1931, 1932, 1934, 1937, 1939, 1947)
- KNVB-Pokal: 1 × (1917)